# Kredenc

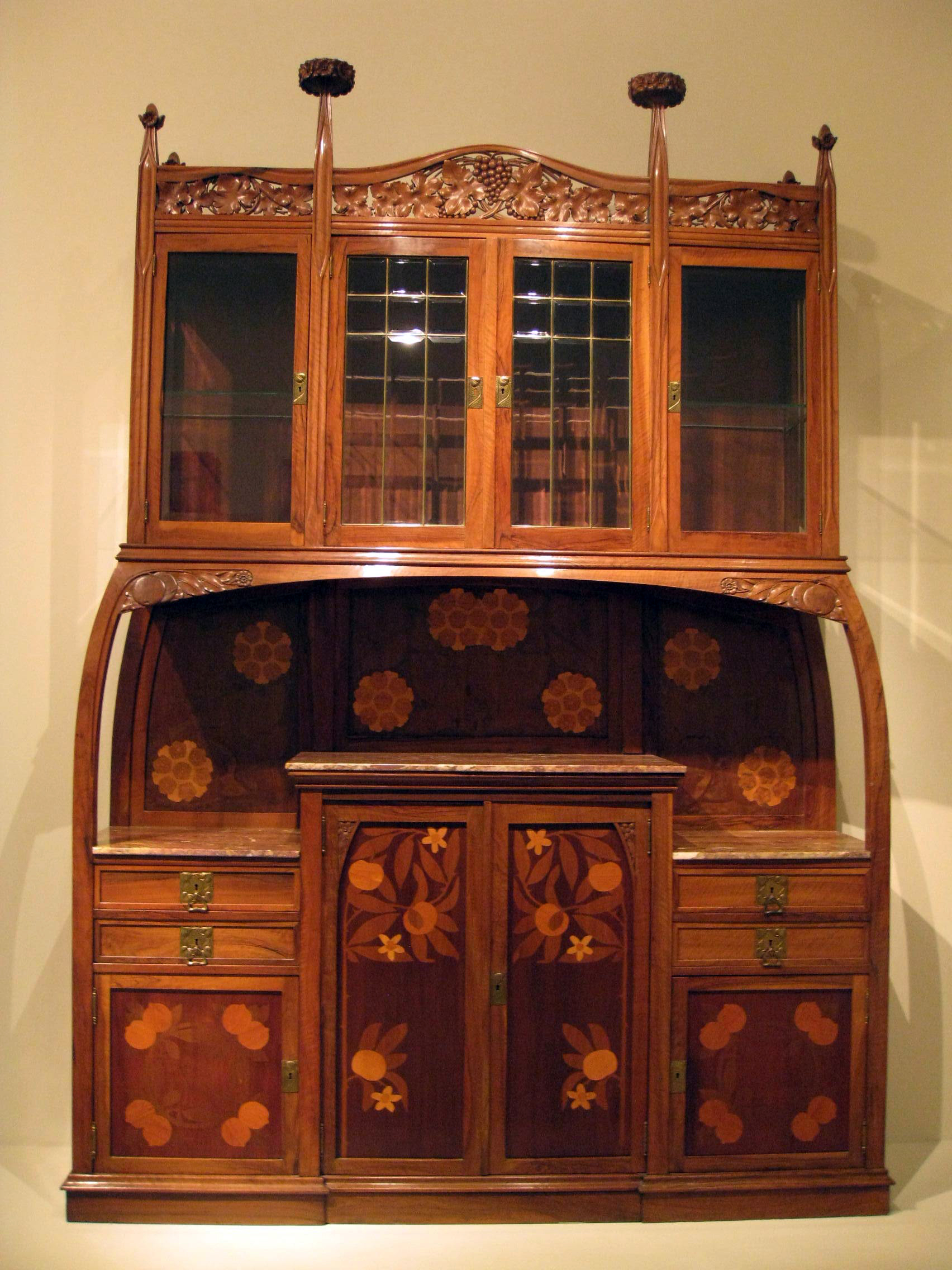
Secesní kredenc, Barcelona

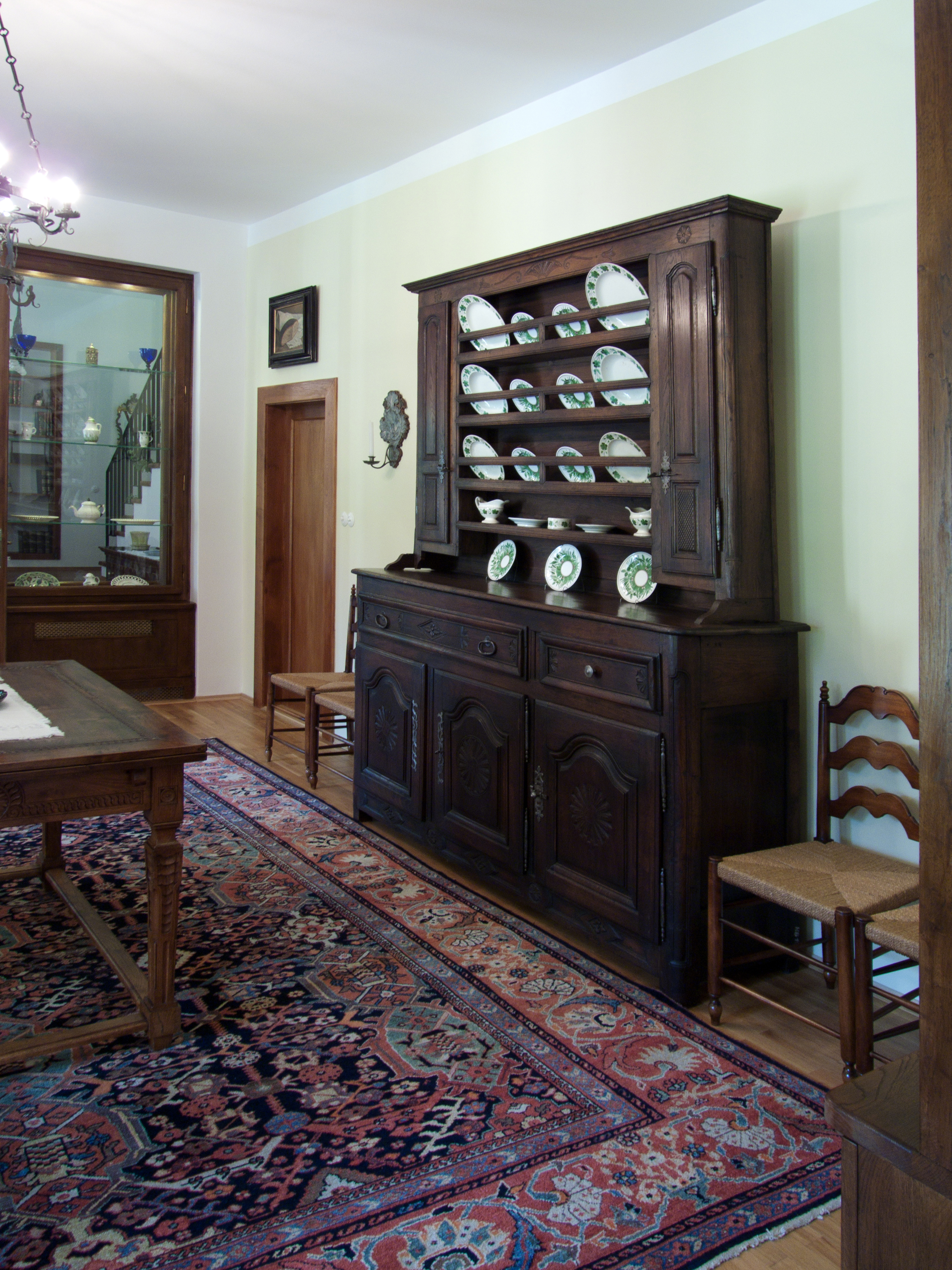
Benešova vila - kredenc ve společenské místnosti

Kredenc z italského termínu credenza je rozměrná dvou- nebo tříetážová skříň dvojího využití.
a) Ve světské domácnosti sloužila či ještě slouží v jídelně nebo v kuchyni. Bývá dvou- až tříetážová, etáže jsou uzavřeny samostatnými dvířky, uvnitř jsou ještě rozděleny pomocí polic nebo přihrádek. Do spodní etáže se ukládá kuchyňské nádobí, zásuvky střední etáže slouží pro příbory, vařečky, naběračky a podobné náčiní. V horní etáži bývá porcelánové nádobí (talíře, misky a mísy), jeho nejvyšší, často zasklené police slouží pro křehké picí sklo, čajové či kávové servisy, nebo jen k vystavování reprezentačního a dekoračního nádobí či suvenýrů.
b) Je to chrámová skříň, umístěná zpravidla v sakristii a sloužící pro chrámové textilie, nádobí, nářadí a náčiní. Ve spodní části mívá široké zásuvky pro paramenta, musí tedy být tak široká, aby se v ní daly ukládat nepřeložené kasule. Pult slouží k příležitostnému odkládání předmětů. V horní etáži se ukládají preciosa.

## Původ slova
Panovníci a významní šlechtici nechávali ochutnávat jídlo a nápoje na důkaz, že nejsou otráveny. Ve středověké latině se toto ochutnávání nazývalo credenzia (víra). Ochutnávači se francouzsky říkalo crédencier, německy Kredenzer, latinsky gustator, případně česky koštéř. Původně postranní stůl, kde ochutnávání probíhalo, se německy nazýval Kredenztisch, zkráceně Kredenz. Odsud se v češtině původní význam přenesl na současný název kuchyňského nábytku.

## Související termíny
- Kredenc se někdy označuje kredenční stolek neboli abakus.
- Kredenc  je název pořadu na slovenské televizi Markíza.